# Shine On (Sarah McLachlan album)
Shine On er det det ottende album fra den canadiske sanger og sangskriver Sarah McLachlan. Det blev udgivet den 6. maj 2014 via Verve Records. Det er blevet indspillet i Vancouver, Canada, og blev produceret Pierre Marchand, der har været hendes samarbejdspartner på adskillige albums.
Ifølge McLachlan blev albummet inspireret af hendes fars død, og hendes egen måde at sætte pris på livet.

## Spor
| #   | Titel                       | Længde |
| --- | --------------------------- | ------ |
| 1.  | "In Your Shoes"             | 3:53   |
| 2.  | "Flesh And Blood"           | 4:19   |
| 3.  | "Monsters"                  | 3:13   |
| 4.  | "Broken Heart"              | 3:18   |
| 5.  | "Surrender and Certainty"   | 4:47   |
| 6.  | "Song For My Father"        | 3:17   |
| 7.  | "Turn The Lights Down Low"  | 3:56   |
| 8.  | "Love Beside Me"            | 4:37   |
| 9.  | "Brink of Destruction"      | 3:58   |
| 10. | "Beautiful Girl"            | 3:34   |
| 11. | "The Sound That Love Makes" | 2:17   |